# Irizar ie

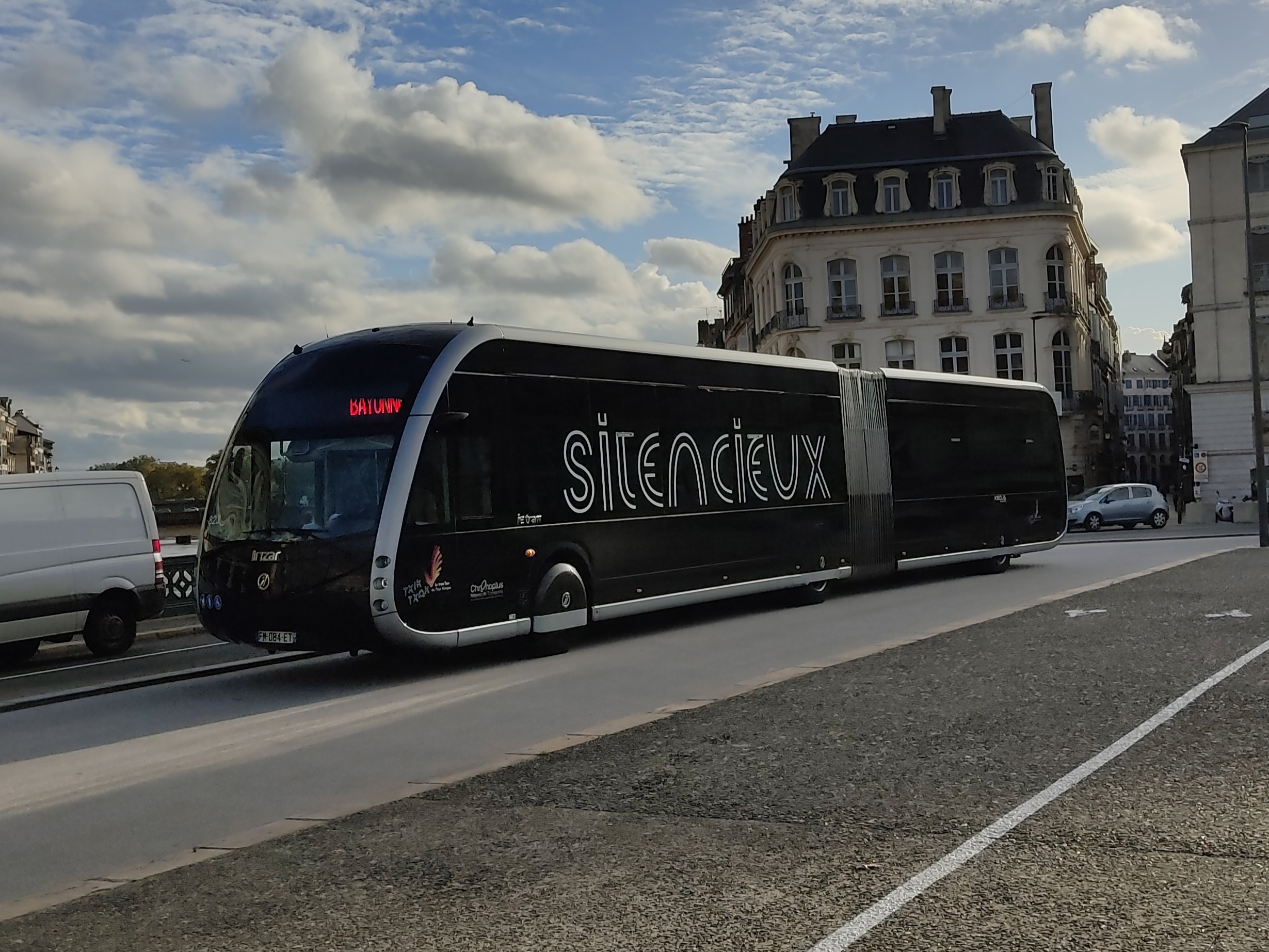
Model ie.tram 18 de la xarxa Tram'Bus a Baiona

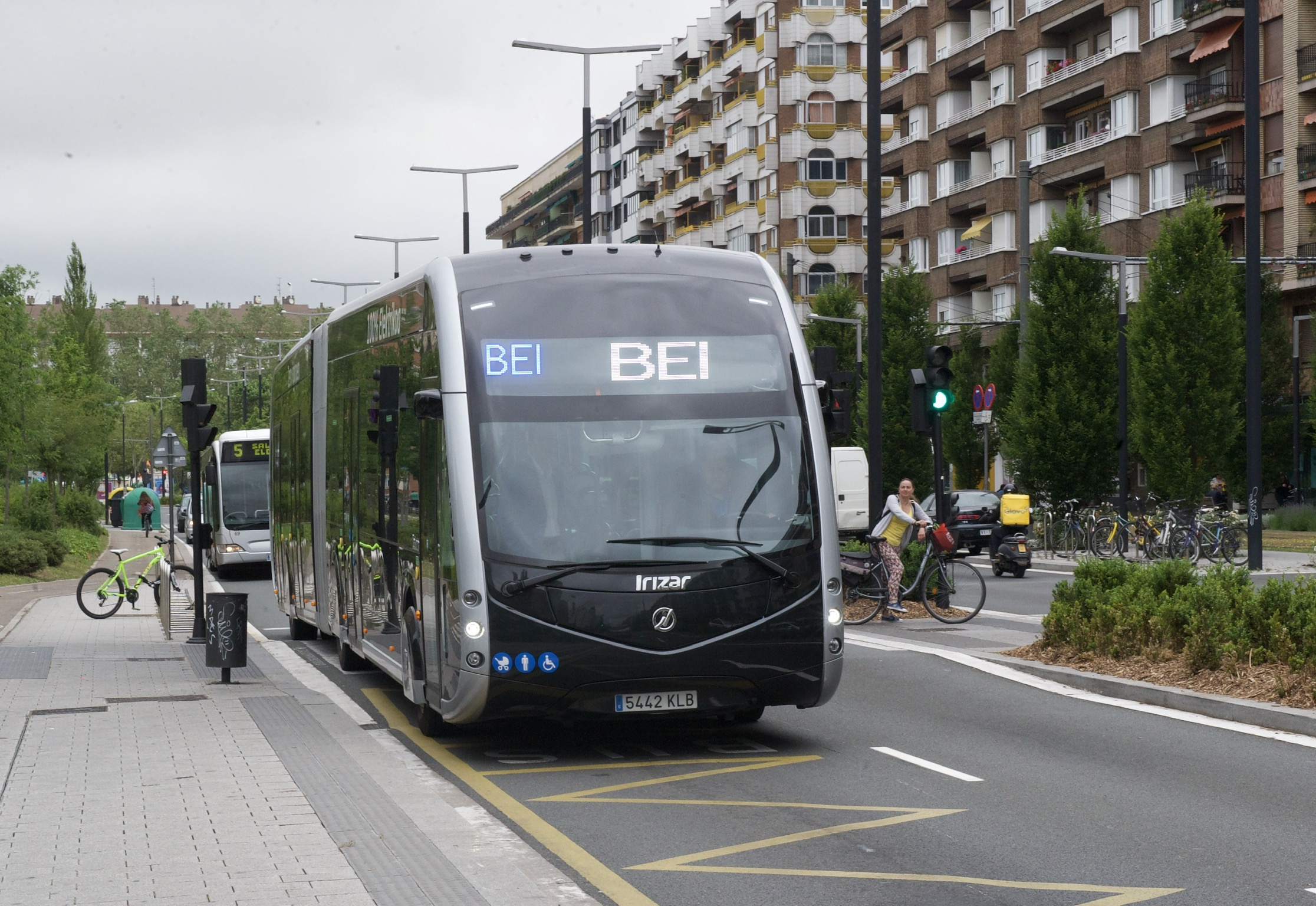
Model ie.tram 18 de la xarxa BEi Gasteiz a Vitòria

Irizar ie és un model d'autobús 100% elèctric, dissenyat i construït per l'empresa basca Irizar des de l'any 2014.

## Models

### Autobús
- ie.bus (10,8 m)
- ie.bus (12 m)
- ie.bus (15m)
- ie.bus (18 m)

### Autobús de trànsit ràpid
- ie.tram (12 m)
- ie.tram (18 m)

## Característiques

### Dimensions
|                       | ie.bus 10,8                        | ie.bus 12                          | ie.bus 15                          | ie.bus 18                          | ie.tram 12                         | ie.tram 18                         |
| --------------------- | ---------------------------------- | ---------------------------------- | ---------------------------------- | ---------------------------------- | ---------------------------------- | ---------------------------------- |
| Longitud              | 10 850 mm                          | 11 980 mm                          | 14 980 mm                          | 18 730 mm                          | 12 165 mm                          | 18 730 mm                          |
| Ample                 | 2 550 mm                           | 2 550 mm                           | 2 550 mm                           | 2 550 mm                           | 2 550 mm                           | 2 550 mm                           |
| Altura                | 3 209 mm                           | 3 209 mm                           | 3 300 mm                           | 3 300 mm                           | 3 400 mm                           | 3 400 mm                           |
| Empatament            | 4 645 mm                           | 5 770 mm                           | 7 115 / 1 655 mm                   | 5 980 / 6 540 mm                   | 5 955 mm                           | 5 980 / 6 540 mm                   |
| Volada                | davant: 2 805 mm darrere: 3 405 mm | davant: 2 805 mm darrere: 3 405 mm | davant: 2 805 mm darrere: 3 405 mm | davant: 2 805 mm darrere: 3 405 mm | davant: 2 805 mm darrere: 3 405 mm | davant: 2 805 mm darrere: 3 405 mm |
| Diàmetre de rotació   | 18 600 mm                          | 20 580 mm                          | 24 200 mm                          | 23 700 mm                          | 20 870 mm                          | 23 700 mm                          |
| Angle axial d'entrada | 6,5°                               | 6,5°                               | 7,5°                               | 7,5°                               | 7,5°                               | 7,5°                               |
| Tara                  |                                    |                                    |                                    |                                    |                                    |                                    |
| Pes màxim             |                                    | 18 000 kg                          |                                    | 24 000 kg                          |                                    |                                    |
| Capacitat màxima      |                                    | 76                                 | 105                                | 155                                | 100                                | 155                                |
| Portes                | 2                                  | 2/3                                | 2/3                                | 3/4                                | 3                                  | 4                                  |
| Altura del sòl        | 340 mm                             | 340 mm                             | 340 mm                             | 350 mm                             | 320 mm                             | 350 mm                             |

## Xarxes que utilitzen aquest model al País Basc
- Tram'Bus
- BEi Gasteiz